# Sesto Atilio Serrano
Sesto Atilio Serrano  (in latino Sextus Atilius Serranus; fl. II secolo a.C.) è stato un politico romano.

## Biografia
Serrano fu eletto console nel 136 a.C. con Lucio Furio Filo; non ci sono riportati eventi memorabili del suo consolato. Viene menzionato da Cicerone nel De officiis  e nelle epistole ad Attico .
L'anno successivo fu probabilmente proconsole della Gallia Cisalpina; il suo nome viene ricordato perché in tale anno fissò i confini tra le città venete di Vicenza ed Ateste.

### Magistrato monetario
A Sesto Atilio Serrano è attribuita una emissione, databile nel 155 a.C. composta da un denario e da cinque monete in bronzo dall'asse al sestante. La serie è caratterizzata al rovescio dalle lettere SAR, a volte in nesso. Il denario ha al dritto la testa elmata della dea Roma e al rovescio una biga condotta dalla Vittoria.